# Citroën SM

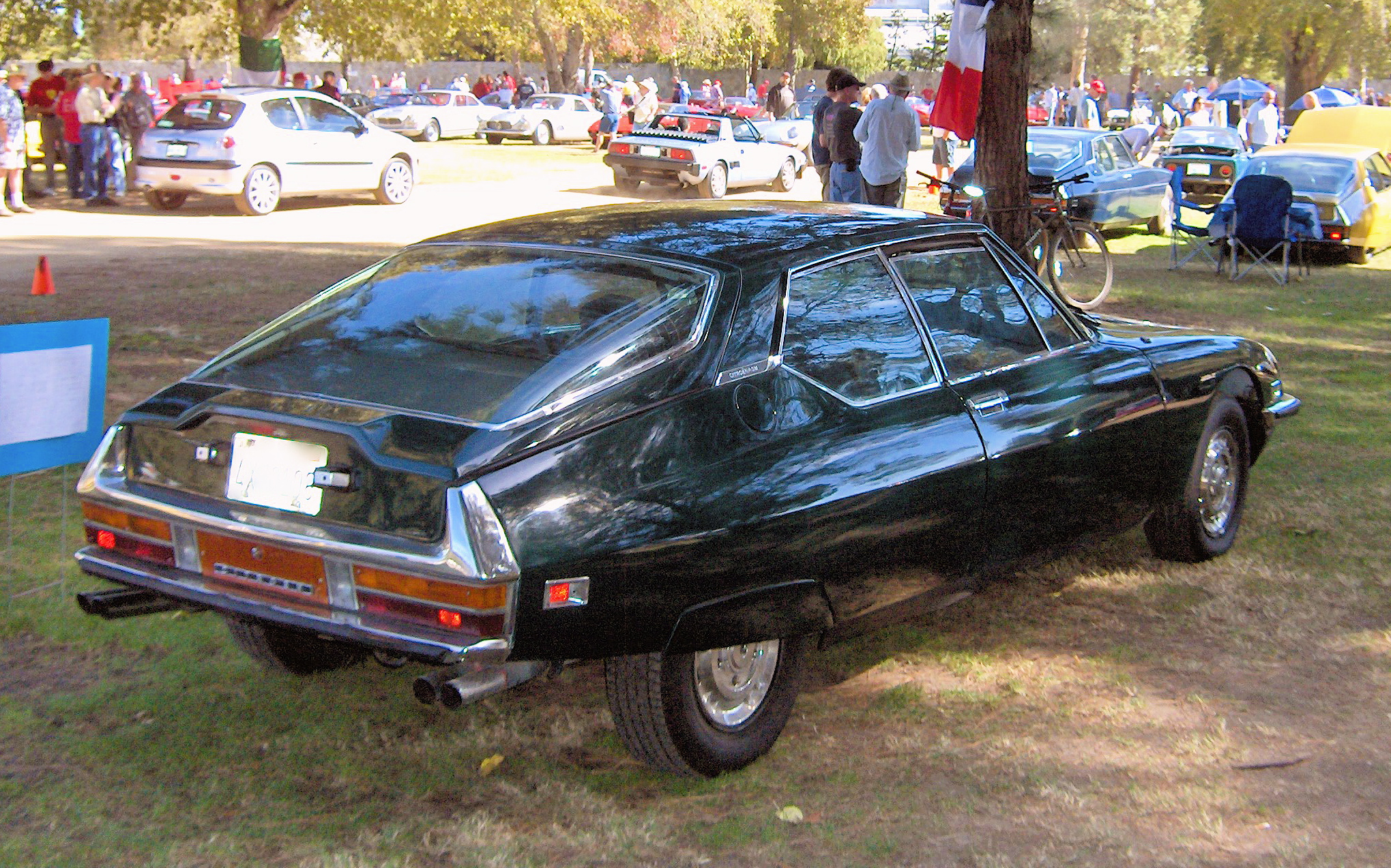
Citroën SM

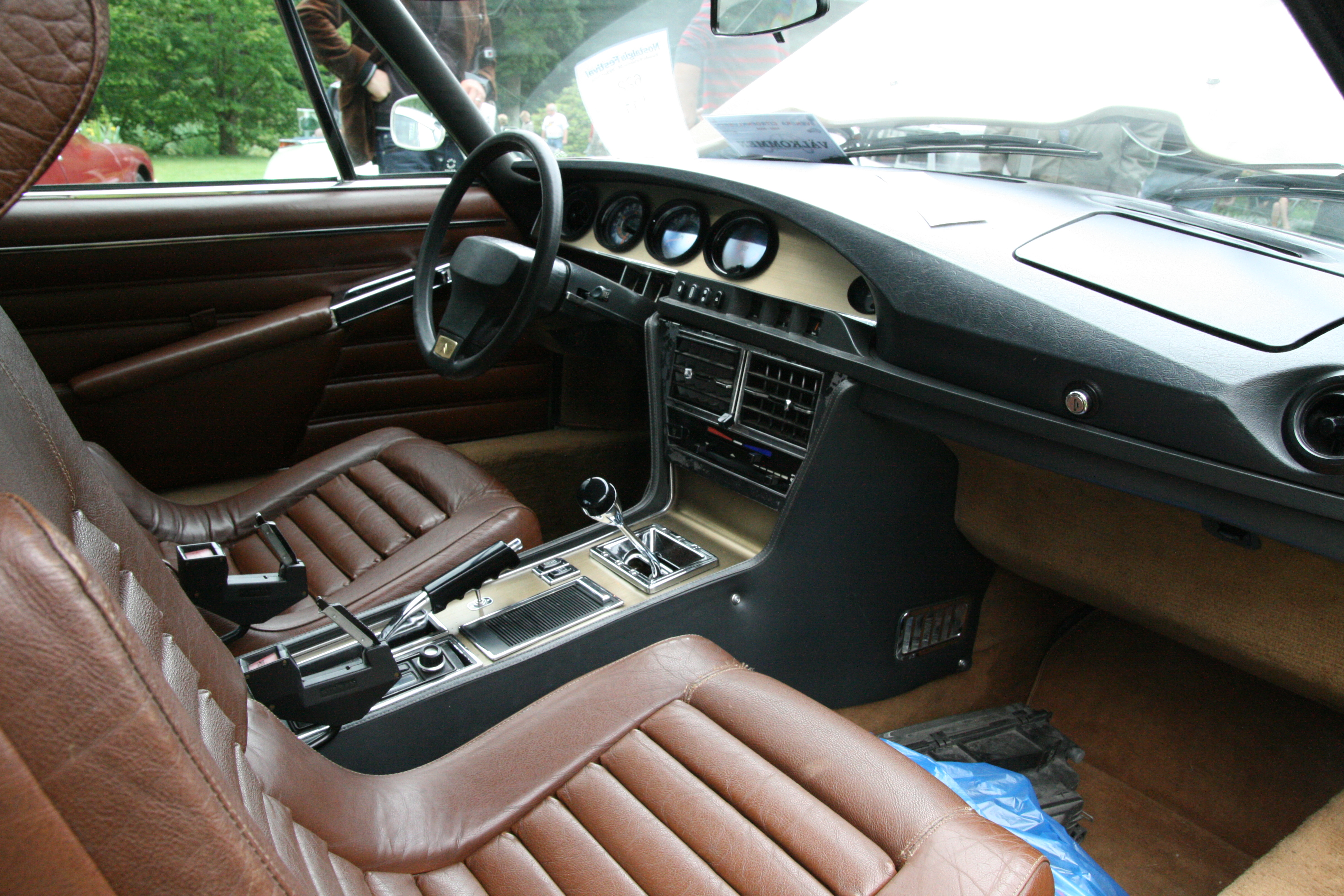
wnętrze Citroëna SM

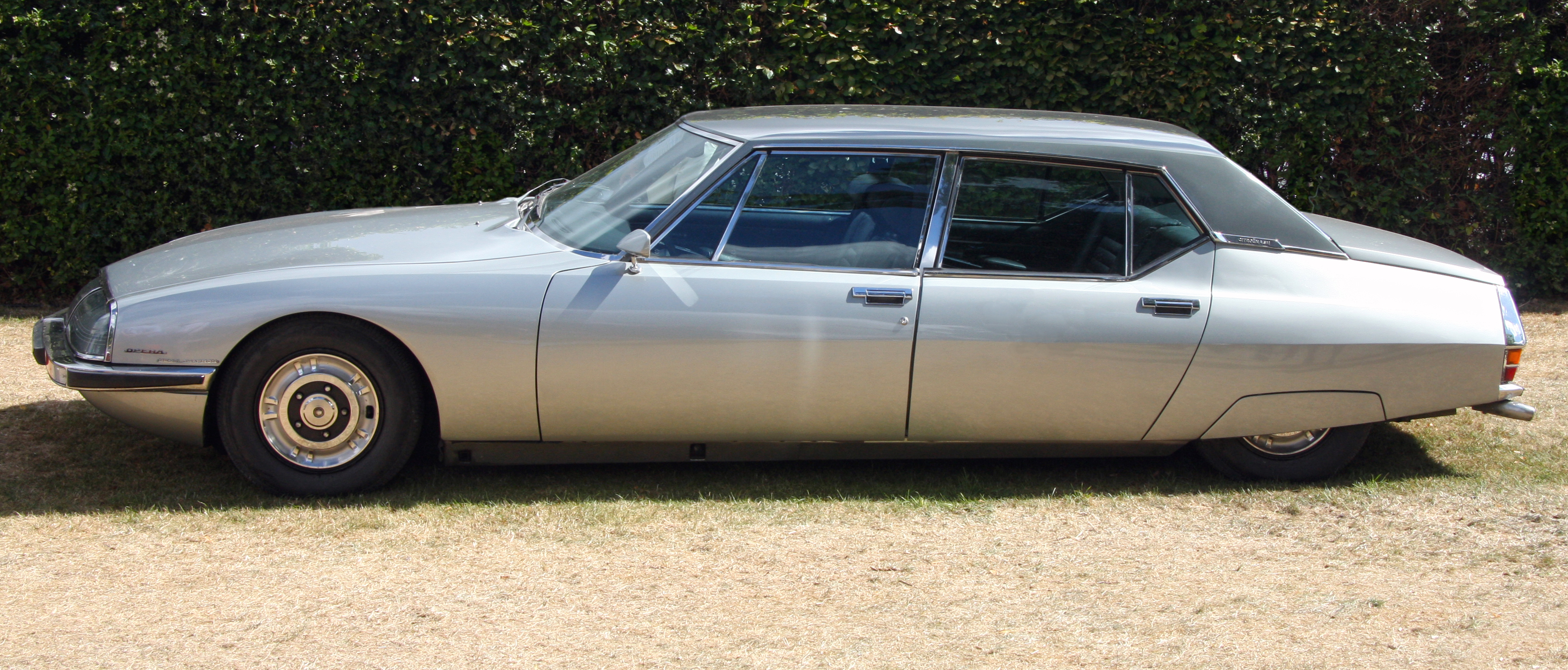
Citroën SM Chapron Opéra

Citroën SM – luksusowy samochód sportowy klasy GT produkowany przez firmę Citroën, we współpracy z włoskim Maserati w latach 1970–1975. 
Auto oficjalnie zaprezentowano na 1970 roku podczas Salonu Genewskiego. W tym też roku pierwsze egzemplarze trafiły na rynek. Wersja dla USA wyposażona była w automatyczną skrzynię biegów Borg Warner 35. Pierwsze wersje wyposażone były w trzy sprzężone gaźniki Weber, zostały one zastąpione w następnym roku przez elektroniczny wtrysk BOSCH D-JETRONIC.
Citroën SM nie miał poprzednika, nie doczekał się również nigdy następcy. Z jego produkcji zrezygnowano w 1975 roku, z powodu kryzysu paliwowego (gwałtowny spadek sprzedaży aut z silnikami o dużej pojemności). Wyprodukowano 12 920 sztuk, z tego 2400 na rynek amerykański. W plebiscycie na Europejski Samochód Roku 1971 samochód zajął 3. pozycję (za Citroënem GS i Volkswagenem K70).

## Opis modelu
Nadwozie o trudnym do określenia typie – zawiera się pomiędzy trzydrzwiowym liftbackiem, a coupé, o bardzo charakterystycznej linii. Jak na owe czasy udało uzyskać się doskonały współczynnik oporu aerodynamicznego Cx=0,339. 
Uwagę zwracają reflektory i tablica rejestracyjna schowane za osłoną ze szkła. Na rynek amerykański montowano inne reflektory i zrezygnowano z tej osłony. Tradycyjnie dla aut Citroëna, w modelu SM zastosowano osłonięte tylne koło. Samochód łączył cechy rasowego auta sportowego – silnik Maserati, z komfortem zawieszenia hydropneumatycznego pierwszej generacji.

## Wyposażenie
Zastosowano tarczowe hamulce na wszystkich kołach. Auto dostępne było ze skórzaną tapicerką, automatyczną skrzynią biegów (standard w USA, opcja w Europie).

## Wersje specjalne
Producent nadwozi Henri Chapron wyprodukował na bazie SM siedem sztuk kabrioletów Chapron Mylord oraz osiem wydłużonych limuzyn Chapron Opéra, a ponadto dwa czterodrzwiowe kabriolety "prezydenckie". Do dziś rząd francuski używa tych aut na szczególne okazje.

## Produkcja
- 1970: 868
- 1971: 4988
- 1972: 4036
- 1973: 2619
- 1974: 294
- 1975: 115

## Dane techniczne
| Wersja             | Silnik:                   | Układ zasilania:           | Śr. cylindra × skok tłoka: | St. sprężania:     | Moc maksymalna:                      | Maks. moment obrotowy        | 0-100 km/h:        | V-max:             | Śr. zuż. paliwa / 100 km: |
| Silniki benzynowe: | Silniki benzynowe:        | Silniki benzynowe:         | Silniki benzynowe:         | Silniki benzynowe: | Silniki benzynowe:                   | Silniki benzynowe:           | Silniki benzynowe: | Silniki benzynowe: | Silniki benzynowe:        |
| ------------------ | ------------------------- | -------------------------- | -------------------------- | ------------------ | ------------------------------------ | ---------------------------- | ------------------ | ------------------ | ------------------------- |
| V6 2.7             | V6 2,7 l (2675 cm³), DOHC | trzy gaźniki Weber 42DCNF2 | 87,00 mm × 74,00 mm        | 9:1                | 170 KM (125 kW) przy 5500 obr./min   | 230,5 N•m przy 4000 obr./min | 8,9 s              | 220 km/h           | 12,5 l                    |
| V6 2.7 Injection   | V6 2,7 l (2675 cm³), DOHC | wtrysk Bo D-Jet            | 87,00 mm × 74,00 mm        | 9:1                | 178 KM (131 kW) przy 5750 obr./min   | 233 N•m przy 4000 obr./min   | 8,9 s              | 228 km/h           | 11,2 l                    |
| V6 3.0             | V6 3,0 l (2965 cm³), DOHC | trzy gaźniki Weber 42DCNF2 | 91,60 mm × 75,00 mm        | 9:1                | 192 KM (141,5 kW) przy 6000 obr./min | 253,5 N•m przy 3000 obr./min | b/d                | 225 km/h           | b/d                       |